# Tavenna
Tavenna – miejscowość i gmina we Włoszech, w regionie Molise, w prowincji Campobasso.
Według danych na rok 2004 gminę zamieszkiwało 991 osób, 47,2 os./km².